# Ochropleura rufata
Ochropleura rufata är en fjärilsart som beskrevs av W. Warren 1912. Ochropleura rufata ingår i släktet Ochropleura och familjen nattflyn. Inga underarter finns listade i Catalogue of Life.